# توبولوپاتی
توبولوپاتی (انگلیسی: Tubulopathy) گروهی از بیماری‌ها هستند که به لوله‌های کلیه آسیب می‌زنند مانند لوپ هنله. توبولوپاتی‌ها می‌توانند التهابی یا غیرالتهابی باشند؛ ارثی یا غیر ارثی باشند. توبولوپاتی ارثی دراین بیماری‌ها مشاهده می‌شود: توبولوپاتی لوله پیچیده نزدیک در نشانگان چشمی‌مغزی‌کلیوی و بیماری ویلسون؛ توبولوپاتی لوله هنله در سندرم بارتر؛ توبولوپاتی لوله پیچیده دور و لوله‌های جمع‌کننده ادرار در سندرم گاردنر و سندرم لیدل (Liddle's syndrom)